# Quake
Vous lisez un « bon article » labellisé en 2015.
Pour les articles homonymes, voir Quake (homonymie).
Quake est un jeu vidéo de tir à la première personne (FPS) développé par id Software et publié en version shareware le 22 juin 1996 puis en version commerciale par GT Interactive le 22 juillet 1996.
Quake s’inscrit dans la lignée des précédents titres d’id Software — Wolfenstein 3D, Doom et Doom II — dont il se distingue grâce à un moteur 3D permettant d’afficher la totalité des éléments du jeu en trois dimensions. Le jeu se déroule dans un futur proche dans lequel des chercheurs ont réussi à développer un prototype permettant la téléportation. Celui-ci est cependant corrompu par un démon appelé Quake qui projette de l'utiliser pour envahir la Terre. Le joueur incarne le seul survivant d’une équipe envoyée par le gouvernement à travers le portail pour éliminer cette menace. Il doit traverser quatre dimensions, chacune étant peuplée de nombreuses créatures hostiles qu’il peut combattre à l'aide des armes et des bonus trouvés au fur et à mesure de son avancée dans le jeu.
Quake connaît dès sa sortie un important succès critique et commercial, la presse le décrit alors comme la nouvelle référence du genre. Si ses prédécesseurs Wolfenstein 3D et Doom sont considérés comme des jeux révolutionnaires ayant défini le genre, l’influence de Quake, qui représente le sommet de la technologie d’id Software, est encore plus importante. Celui-ci impose de nouveaux standards en matière de gameplay, de technologie, de modèle économique, de personnalisation et de communauté, permettant d'attirer encore plus de joueurs que ses prédécesseurs. En plus d'un moteur intégralement en 3D, le jeu introduit un certain nombre d’innovations techniques ayant permis des améliorations significatives aussi bien au niveau des graphismes que du jeu en réseau. La performance de son code réseau et la simplicité d'utilisation de son mode multijoueur contribuent à l’émergence des parties via LAN et fédèrent une communauté qui, grâce aux outils de développement mis à disposition par id Software, participe à l'amélioration du jeu en développant de nombreuses modifications comme Rocket Arena, Capture the Flag ou Team Fortress. À la suite de la mise sous licence de son moteur de jeu, l'id Tech 2, Quake permet également la création d'une génération de jeux à succès comprenant Hexen II et Half-Life, utilisant le moteur d'id Software.
Après sa sortie, le jeu fait l'objet de nombreuses corrections améliorant son code réseau tout en permettant de bénéficier de l'accélération 3D des cartes dédiées. Il est également porté sur de nombreuses plates-formes dont les ordinateurs Macintosh et Amiga, ainsi que les consoles Saturn et Nintendo 64. Le titre fait l'objet de deux extensions officielles, Scourge of Armagon et Dissolution of Eternity, ainsi que de nombreuses extensions commerciales non officielles. Surfant sur le succès de Quake et de ses prédécesseurs, id Software améliore peu à peu son moteur de jeu, l’id Tech 2, tout en développant une première suite, baptisée Quake II, qui est publiée en 1997. Le studio développe ensuite un nouveau moteur de jeu, l’id Tech 3, dont sont démontrées les performances avec Quake III Arena qui sort fin 1999. Contrairement à ses prédécesseurs, celui-ci se focalise sur le multijoueur, son mode solo se résumant à des affrontements contre des bots.

## Trame
Quake prend place dans un monde où le gouvernement, après plusieurs années de recherche et développement, développe un prototype rendant possible la téléportation. Celui-ci est cependant corrompu par un ennemi, connu sous le nom de code Quake, qui utilise le prototype pour envoyer ses créatures cauchemardesques dans la dimension des humains, préparant ainsi une possible invasion de la Terre. Le gouvernement envoie alors une équipe de combattants à travers le portail afin d’éliminer cette menace. Le joueur incarne un soldat anonyme, seul survivant de l’opération. À partir d’une base encore sécurisée, celui-ci peut accéder, via des portails magiques, à quatre dimensions contrôlées par l’ennemi : la Dimension des Damnés, le Royaume de la Magie Noire, les Enfers et l’Ancien Monde. Chaque dimension permet au joueur d’acquérir une des quatre runes magiques de Shub-Niggurath, le lieutenant de Quake chargé d’envahir la Terre. Réunir les quatre runes permet d’accéder à la dimension où se cache le démon,.

## Système de jeu
Quake est un jeu de tir à la première personne reprenant les concepts introduits par id Software dans Wolfenstein 3D et réutilisés dans Doom puis Doom II. Comme dans ceux-ci, le joueur évolue dans des environnements en trois dimensions qu’il observe en vue à la première personne et qu'il doit traverser sans que son personnage ne meure. Chaque niveau du jeu est en effet peuplé de créatures hostiles que le joueur est amené à combattre – à l’aide d’armes qu’il récupère au fur et à mesure de sa progression – pour pouvoir avancer et en atteindre la sortie. Bien que le concept du jeu reste très similaire à celui de Doom, son système de jeu se distingue de celui de ses prédécesseurs par le fait que l’ensemble des environnements et des éléments du jeu soient réellement en trois dimensions, permettant au joueur de les observer sous n’importe quel angle. Le joueur peut ainsi viser vers le haut ou le bas alors que dans Doom, l’action se déroule uniquement sur un plan horizontal. Le remplacement des sprites représentant les monstres par des modèles en trois dimensions modifie également le système de jeu en permettant par exemple au joueur d’attaquer un monstre par l'arrière,.

### Ennemis
Au fur et à mesure qu’il progresse dans le jeu, le joueur est amené à combattre des ennemis de plus en plus puissants mais possédant des points faibles. Chaque type de créature combat en effet de manière différente et est plus ou moins sensible aux effets des armes dont le joueur dispose. Les premiers ennemis que le joueur rencontre, les grognons, sont par exemple de simples soldats armés de fusils — ils peuvent donc attaquer de loin — et souvent accompagnés d’un rottweiler ne pouvant attaquer le joueur qu’au corps à corps. Certains ennemis disposent de plusieurs types d'attaques. Les ogres peuvent par exemple utiliser un lance-grenades pour attaquer à distance mais sont également capables de combattre au corps à corps à l’aide de leur tronçonneuse. D'autres créatures sont quasiment insensibles à certains types d’armes. Les zombies — qui utilisent leur propre chair pour attaquer le joueur — ne peuvent ainsi être définitivement tués qu’à l’aide des projectiles explosifs tirés par le lance-grenades ou le lance-roquettes. Certains ennemis disposent de capacités spécifiques. Les démons sont par exemple très rapides et capables de bondir pour arriver au corps à corps afin d'attaquer avec leurs énormes griffes. D'autres créatures comme les spectres ou les piranhas peuvent également voler ou nager,.

### Équipement
Pour combattre les nombreux ennemis présents dans le jeu, le personnage ne dispose au départ que de deux armes : la hache, qui ne permet d’attaquer qu’au corps à corps, et le fusil, qui permet d’attaquer à distance mais qui nécessite des munitions. Au fur et à mesure qu’il progresse, le joueur découvre de nouvelles armes de plus en plus puissantes. Le fusil à double canon utilise par exemple les mêmes munitions que le fusil de base mais projette deux cartouches par coup, ce qui double sa puissance de feu. Les fusils à clous sont moins puissants mais ont une cadence de tir beaucoup plus élevée. Le lance-grenades, dont les projectiles rebondissent sur les murs, et le lance-roquettes sont au contraire plus lents et plus puissants mais leurs projectiles n’atteignent pas immédiatement leur cible, permettant parfois aux monstres de les esquiver. Enfin, le thunderbolt projette de l’électricité à une cadence très élevée. À part la hache, chaque arme nécessite un certain type de munitions que le joueur récupère en explorant les niveaux,.
En plus des armes, de nombreux bonus sont disponibles dans le jeu. Les plus fréquents, les trousses de soins et les blindages, permettent respectivement de se soigner et d’absorber une partie des dégâts subis par le personnage. D'autres, beaucoup plus rares et souvent dissimulés dans un passage secret, donnent au joueur des bonus spéciaux permettant par exemple d’augmenter temporairement les dégâts ou de devenir invisible ou invulnérable.

### Interface
L’interface du jeu est similaire à celle de Doom. La majeure partie de l’écran est occupée par ce que voit le joueur, c’est-à-dire l’environnement et les ennemis en face de lui. En bas au centre de cette zone, le joueur peut voir quelle arme se trouve dans sa main. Le bas de l’écran est occupé par les barres d’inventaire et de statut. La première liste les armes et la quantité de munitions dont le joueur dispose, mais aussi les bonus qui lui sont appliqués. La seconde précise la quantité de points de vie et de blindage que le joueur possède ainsi que la quantité de munitions dont il dispose encore pour l’arme qu’il tient dans la main. Au centre de la barre de statut se trouve également un portrait du personnage dont l’état s’aggrave au fur et à mesure qu’il perd des points de vie.

### Modes de jeu
Quake dispose de deux modes de jeu. En solo, le joueur débute dans un niveau d’introduction permettant de choisir un des trois niveaux de difficulté du jeu : facile, moyen et difficile. Après avoir sélectionné le niveau de difficulté, le joueur accède à un des quatre épisodes du jeu, chacun étant constitué de cinq à huit niveaux. Bien qu’étant de difficulté croissante, les épisodes peuvent être joués dans n’importe quel ordre et sont indépendants, le joueur garde ainsi son équipement d’un niveau à l’autre mais doit repartir de zéro lorsqu'il commence un nouvel épisode. Le jeu mélange des décors médiévaux et gothiques dans le style d’Hexen avec des environnements futuristes dans la lignée de ceux de Doom. Le joueur visite ainsi des bases militaires, des cryptes, des marais, des châteaux ou encore des cavernes,. Si l’objectif de la majorité des épisodes reste d’en atteindre la sortie sans succomber sous l’assaut des monstres, certains niveaux proposent des éléments de gameplay différents, comme le dernier niveau de la première dimension dans lequel le joueur affronte un gigantesque monstre de lave.
De son côté, le mode multijoueur permet de jouer en coopération ou les uns contre les autres en réseau local, par modem, ou sur Internet via le protocole TCP/IP,. Le mode coopération permet de rejouer à plusieurs les niveaux du mode solo. Les objets ramassés par les joueurs réapparaissent alors après un certain temps et, quand un joueur meurt, il réapparaît immédiatement au début du niveau mais en ayant perdu tout son équipement. Le mode match à mort permet à plusieurs joueurs de s’affronter, chacun pour soi ou en équipe, dans des niveaux du mode solo vidés de tous leurs monstres et dans lesquels sont disséminés des armes, des munitions et des bonus, ou dans des niveaux dédiés spécialement à cet effet,.

## Développement

### Origine
Le concept de Quake est imaginé au début des années 1990 alors qu’id Software travaille sur le développement de Commander Keen. Il s’inspire d’une campagne du jeu de rôle Donjons et Dragons dont le personnage principal, imaginé par John Carmack et baptisé Quake, possède un marteau de foudre, similaire à celui de Thor et capable de détruire des bâtiments, ainsi qu’une sorte de cube magique flottant au-dessus de sa tête. Le développement est cependant abandonné après seulement deux semaines de travail, les développeurs considérant que la technologie disponible à l’époque ne permet pas de rendre justice à leur idée,. Après la sortie de Doom II en 1994, Carmack considère que la technologie est prête pour créer un moteur de jeu digne du concept de Quake. Il envisage alors de créer un jeu entièrement en trois dimensions permettant à des groupes de joueurs de s’affronter sur Internet. Lorsqu'il présente sa vision du futur moteur de Quake au reste de l’équipe, John Romero est particulièrement enthousiaste et commence à imaginer le concept du jeu. Pour lui, le marteau de foudre, qu’ils avaient imaginé à l’époque de Commander Keen, doit ainsi être l’arme principale du jeu et le cube magique flottant au-dessus de la tête du héros doit être doté d’une personnalité propre le poussant à accomplir des actions n’étant pas forcément en phase avec ce que souhaite faire le joueur.

### Équipe de développement

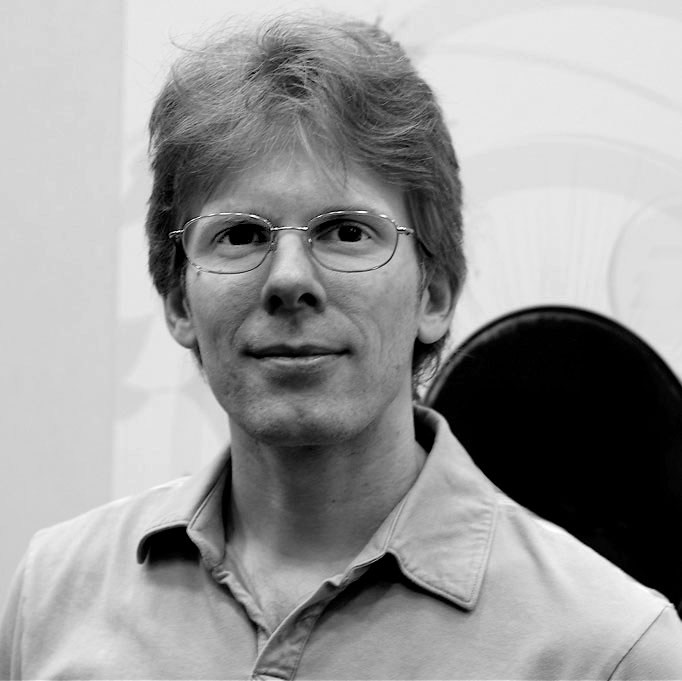
John Carmack, le principal programmeur du moteur de jeu de Quake, en 2006.

Pour travailler sur Quake, Carmack souhaite avoir à ses côtés une personne de confiance pouvant contribuer à la programmation du moteur de jeu puis expérimenter les technologies ainsi créées. Pendant le développement de Doom, c’est Romero qui assumait ces deux rôles mais Carmack craint que ce dernier, distrait par le succès de Doom, ne puisse plus l’assister aussi efficacement. Carmack se tourne donc vers quelqu'un d’autre.
Pour la partie programmation, il considère Michael Abrash comme le meilleur candidat. À l’époque, celui-ci est en effet une sorte de légende dans le monde de la programmation ; il a notamment écrit le livre ayant servi de référence à Carmack et Romero pour la programmation des moteurs graphiques de leurs précédents jeux. Abrash dirige alors la section « programmation graphique » de Microsoft et Carmack prend contact avec lui lors d’un voyage à Seattle. Celui-ci se montre intéressé et, malgré une contre-proposition de Bill Gates, il accepte de rejoindre l’équipe d’id Software. C’est donc Michael Abrash qui assiste Carmack dans la programmation du moteur de Quake et l’expérimentation du moteur de jeu est finalement assurée par American McGee qui avait rejoint l’équipe peu après la sortie de Doom avant de travailler sur la conception des niveaux de Doom II. De son côté, Romero est trop occupé par la communauté naissante de Doom pour contribuer au développement du moteur de jeu. Il ne travaille sur le jeu que pendant les sept derniers mois du développement,.
Au total, Quake nécessite deux ans de développement à une équipe de neuf personnes, dont deux travaillant exclusivement sur la partie technique.
- Programmation : John Carmack, Michael Abrash et John Cash
- Conception : John Romero, Sandy Petersen, American McGee et Tim Willits
- Artistes : Adrian Carmack, Kevin Cloud et Paul Steed
- Bande originale : Trent Reznor et Nine Inch Nails[21]

### Programmation
Pour réaliser l'Id Tech 2, Carmack s'inspire du moteur de Doom et se sert de ses connaissances sur la partition binaire de l'espace (BSP) acquises lors du développement de Wolfenstein 3D sur Super Nintendo pour qui il a optimisé le jeu afin de le faire tourner sur la console, moins puissante qu'un PC. Pour cela, il est assisté par Michael Abrash, qui rejoint l'équipe d’id Software au début du développement, et par un des programmeurs du studio, John Cash, avec qui ils travaillent pendant quasiment quatorze mois pour réaliser le moteur 3D de Quake,.

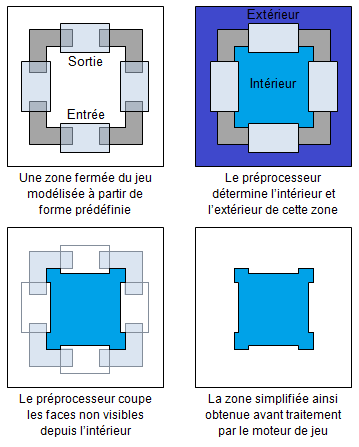
Description du fonctionnement du préprocesseur de Quake.

Le premier problème qu'ils rencontrent est l'extraction des données 3D des zones créées par les concepteurs. En effet, pour générer une image, le moteur 3D doit se focaliser sur une zone spécifique du niveau, la partie que le joueur observe, afin de minimiser la puissance de calcul nécessaire pour générer cette image. Pour cela, deux étapes sont nécessaires. D'abord, le moteur 3D doit déterminer ce qui est visible pour le joueur pour ensuite en créer l'image à l'aide de pixels. C'est là qu'intervient l'arbre BSP qui permet de diviser l'espace en zones convexes, permettant ainsi d'ordonner tous les secteurs d'un monde virtuel (ces secteurs correspondant à des zones du sol, un mur, une colonne…). L'agencement de ces zones se fait à l'aide de plans, disposés en arbre binaire. Quake en utilise plusieurs : deux associés au niveau, permettant de déterminer la ligne de vue et autorisant le joueur à parcourir celui-ci, et un arbre supplémentaire pour chaque objet mobile (comme les munitions). À l'époque, de nombreux développeurs pensent qu'il n'est pas possible de réaliser un moteur 3D avec des arbres BSP. Dans Doom, un seul arbre suffit en effet à dessiner l'ensemble du jeu. Une vue 3D authentique exige un grand nombre d'arbres BSP et les ordinateurs de l'époque ne peuvent calculer les 10 000 secteurs d'un niveau assez rapidement. Ce problème occupe Carmack pendant plusieurs mois ; il le résout en l'espace d'un week-end. En utilisant les données BSP du jeu, Carmack écrit une routine permettant de pré-calculer le potentially visible set (PVS) des secteurs. Ainsi, le PC n'est sollicité au maximum qu'au moment où le joueur passe d'une zone à une autre (via une porte par exemple). Pour voir à travers cette porte, le moteur calcule simplement quels secteurs pourraient être visibles jusqu'à ce que la ligne de vue expire.
Quand le programme est en cours d'exécution, le moteur du jeu récupère les informations concernant le PVS pour le secteur dans lequel se trouve le joueur ainsi que la direction dans laquelle il regarde. Ensuite, le moteur traite ces données pour déterminer les arêtes des polygones visibles qui sont ensuite convertis en « spans » (des polygones horizontaux) que le joueur voit. Ce processus se fait image par image et pendant que le joueur tourne, les surfaces des polygones sont générées en mémoire cache. Ces méta-textures sont une combinaison des textures de base du niveau (telles que choisies par le concepteur) et des informations liées à l'éclairage généré à partir d'une carte des lumières pré-calculée. Les informations concernant les objets présents dans la zone visible sont ensuite prises en compte avant que le moteur 3D ne construise l'image finale en y ajoutant les monstres et les autres joueurs en utilisant un Z-buffer, une vieille méthode utilisée pour l'affichage d'une scène 3D qui permet de déterminer si tel ou tel élément doit être affiché ou caché. Les sprites (utilisés par exemple pour les torches) sont par la suite ajoutés à l'ensemble. Ces informations sont enfin affichées avant que le processus ne recommence pour l'image suivante.

### Changement de concept
Alors que les développements de Wolfenstein 3D et de Doom n’ont respectivement duré que six mois et un an, la programmation du moteur de Quake n’est toujours pas terminée après un an de travail. Cela rend particulièrement difficile le travail des concepteurs, une partie significative du contenu créé par ces derniers devant être abandonnée en cours de développement du fait de modifications au moteur de jeu. Au bout de quatorze mois, alors que le moteur est terminé, Romero aborde le sujet du design du jeu, notant qu’il est temps de construire un jeu digne du moteur programmé par Carmack. Le reste de l’équipe est cependant exténué après cette année de travail et le concept ambitieux de départ n’est alors plus défendu que par Romero. Carmack décide donc de l’abandonner au profit d’un jeu dans la lignée de Doom,.

### Conception
L’ensemble des niveaux de Quake a été créé par American McGee, John Romero, Tim Willits et Sandy Petersen à l’aide d’un éditeur de niveau créé à cet effet par Carmack et Romero. Aucune spécification n’ayant été donnée concernant la conception et l’enchaînement des niveaux, chacun est construit de manière indépendante. Les concepteurs réalisent donc les différents environnements suivant leurs propres styles et préférences. Les niveaux créés par American McGee s’inspirent par exemple de l’architecture classique (églises, châteaux, temples…) ou de l’architecture du Proche-Orient ancien et se distinguent par la présence très fréquente de lave et de pièges. Les quatre concepteurs n’ayant que peu collaboré sur la conception des niveaux, ceux-ci forment un ensemble relativement hétérogène et ont été regroupés par épisodes sans logique particulière. Avant d’être intégré dans la version finale du jeu, chaque niveau a été testé en interne afin de sélectionner les plus intéressants d’entre eux. Les niveaux ont été baptisés par John Romero et Sandy Petersen.

### Audio

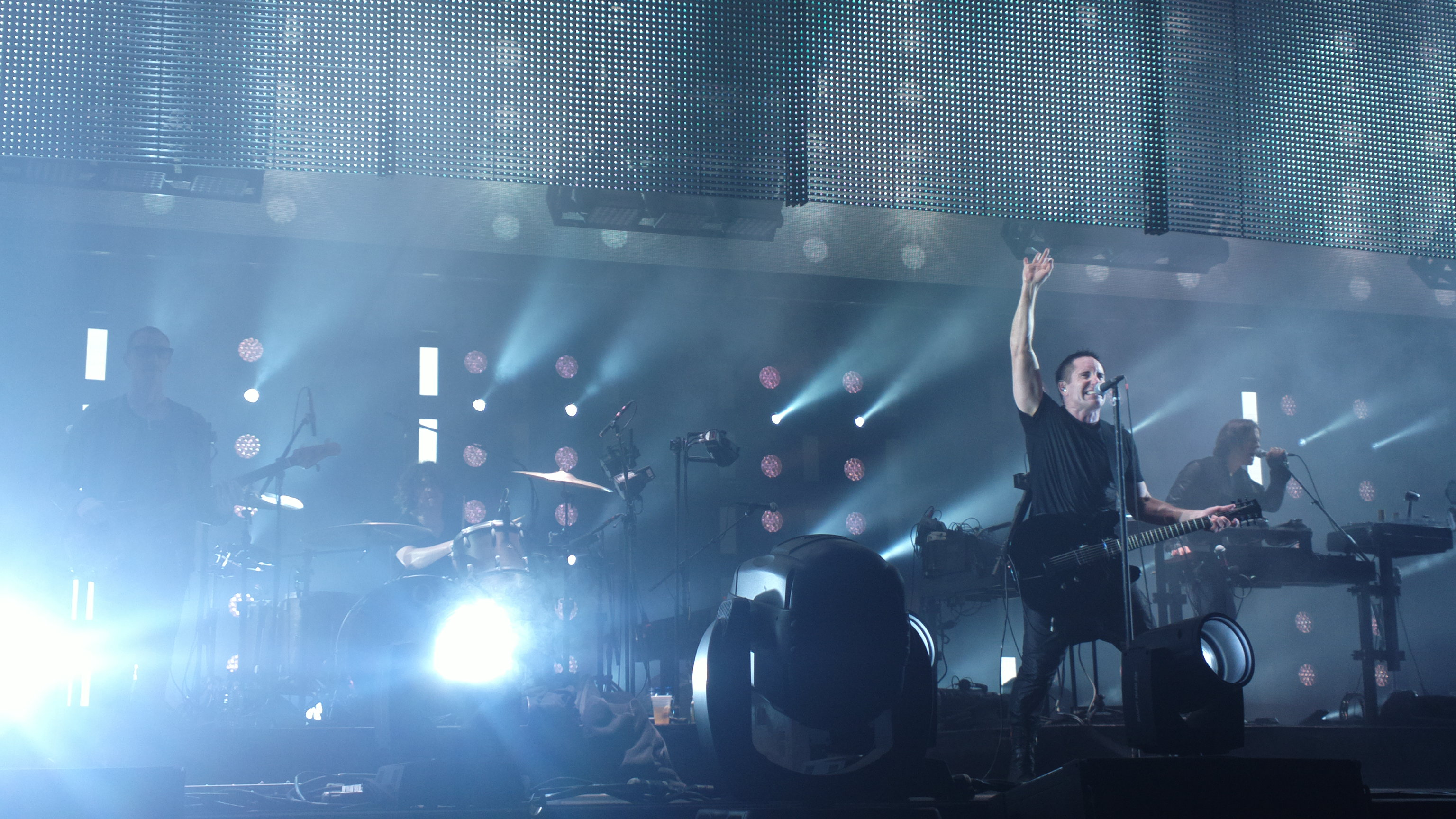
Le groupe Nine Inch Nails, qui a composé la bande originale du jeu, en novembre 2003 à Los Angeles.

La majeure partie des effets sonores de Quake a été créée par American McGee en mélangeant des sons existants, issus de bibliothèques sonores, et des sons créés pour le jeu. Le groupe Nine Inch Nails, incluant à l’époque Trent Reznor et Chris Vrenna, participe à la création de ces effets sonores et de la bande originale. Dans ce cadre, les membres du groupe sont impliqués dans la conception dès le début du développement, American McGee leur fournissant régulièrement des versions alpha du jeu afin de leur donner une idée de son style et de son architecture. L’association entre les musiques et les environnements s’est par contre faite très tard dans le développement, les pistes audio n’ayant pas été créées spécifiquement pour les niveaux,.

## Publication

### Négociation avecGT Interactive
Lorsqu'id Software commence à négocier les droits concernant la commercialisation de Quake avec GT Interactive, la plupart des éditeurs considèrent les shareware comme une chose du passé n'étant adaptée qu'à la distribution de jeux en perte de vitesse. Ron Chainmowitz, alors chargé des négociations par GT Interactive, n'hésite donc pas à laisser les droits de la version shareware du jeu au studio de développement. À l'époque, les développeurs d'id Software reprochent à l'éditeur de ne pas gérer correctement les profits générés par Doom II et souhaitent donc écarter ce dernier du projet Quake, bien que GT Interactive détienne les droits sur la version commerciale du jeu. Mike Wilson propose donc une nouvelle manière de capitaliser sur la version shareware de Quake. Au lieu de distribuer celle-ci gratuitement sur Internet, il propose de la distribuer sur un CD-ROM contenant également la version complète du jeu, cette dernière pouvant ensuite être débloquée en achetant le jeu. Malgré les réserves de John Carmack, l'ensemble du studio s'accorde pour retenir cette solution.

### Sortie
Début 1996, le jeu est suffisamment avancé pour permettre la mise en ligne d'une première version destinée à tester son fonctionnement sur différents types de configurations. Le 24 février 1996, soit quatre mois avant la sortie du jeu, id Software diffuse donc une version de démonstration de Quake permettant de jouer en multijoueur sur trois cartes dédiées à cet effet,. Celle-ci n'est pas très bien reçue par les différents testeurs qui notent que le jeu est trop sombre, trop lent et que son gameplay n'a rien à voir avec celui plus rapide de Doom, obligeant le studio à revoir rapidement sa copie afin de rendre le jeu plus cohérent. À moitié convaincus, les développeurs écrivent alors le scénario de Quake dans lequel ils introduisent le système de portails de téléportation permettant de se rendre d'une dimension à une autre. En juin 1996, le jeu est terminé et le samedi 22 juin, John Romero diffuse sur Internet la version shareware incluant 32 niveaux solo et six cartes multijoueur. Un mois plus tard, le 22 juillet 1996, GT Interactive publie la version complète de Quake sous MS-DOS.

## Extensions et versions

Arbre relationnel de la famille de moteurs de jeux vidéo id Tech par Id Software.

### Versions

#### VQuake
Fin 1996, id Software publie un patch, baptisé VQuake, optimisant le jeu pour les chipsets Vérité 1000 de Rendition popularisés par les cartes 3D Blaster PCI de Creative Labs. Quake devient ainsi le premier jeu vidéo à bénéficier des améliorations apportées par ce type de carte graphique, ce qui lui vaut d'être inclus dans le paquetage promotionnel de ces dernières. Ces optimisations permettent notamment de faire fonctionner le jeu avec une définition d’écran plus élevée, des couleurs 16-bits, de l'anti-aliasing, un MIP mapping par polygone et un filtrage bilinéaire. Combiné avec l'ajout de nouveaux effets d'éclairage dynamique, VQuake améliore ainsi sensiblement le rendu graphique du jeu pour les possesseurs de cartes graphiques,.

#### QuakeWorld
Dès sa sortie, Quake supporte le protocole TCP/IP, permettant ainsi de jouer en multijoueur sur Internet dans un environnement client-serveur. Si ce dernier se révèle performant pour les joueurs disposant d'une connexion haut débit, à l'époque peu fréquente, il n'en est pas de même pour les joueurs ne disposant que d'un modem bas débit. En effet, l'architecture client-serveur implique que toutes les informations transmises par le joueur (comme l'ordre de se déplacer ou de tirer) passent par le serveur avant d'être redirigées vers le client, générant ainsi une latence de l'ordre de 300 à 500 ms avec une connexion par modem, latence qui peut fortement affecter le gameplay. Pour pallier ce défaut, John Carmack travaille sur un nouveau concept baptisé « prédiction côté client ». L'idée de base de celui-ci est que le client (le joueur) n'ait plus besoin d'attendre un retour du serveur pour pouvoir se déplacer ou tirer. Pour cela, Carmack programme un nouveau code client utilisant les informations concernant un objet (comme sa position ou sa vitesse) déjà transmises par le serveur pour prédire la future position de cet objet. Le client n'a ainsi pas besoin d'un retour constant du serveur pour déterminer la position des différents objets, permettant au joueur de contrôler son personnage indépendamment du serveur. Cette innovation est intégrée par id Software dans une application client baptisée QuakeWorld qui est publiée le 17 décembre 1996. Inédit à l'époque, son système de prédiction côté client est considéré comme une révolution pour le jeu en ligne qui a fortement contribué à son développement,,.

#### GLQuake
Le 22 janvier 1997, id Software publie un nouveau patch, baptisé GLQuake, qui utilise l'interface de programmation OpenGL 3D API, permettant ainsi de profiter de l'accélération 3D d'une carte graphique pour décharger le processeur et améliorer le nombre d'images par seconde. GLQuake permet également de faire tourner le jeu avec de meilleures définitions d'écran et introduit plusieurs nouveautés comme un système de filtrage bilinéaire ou la gestion des ombres, des reflets et de la transparence de l'eau. Enfin, le patch apporte la compatibilité OpenGL avec les 3dfx Voodoo qui étaient à l'époque les seules cartes graphiques grand public pouvant tirer parti de ces fonctionnalités,.

#### Version Macintosh
Après la sortie de la version MS-DOS de Quake en 1996, id Software développe une version fonctionnant sur Mac OS qui est publiée le 5 mars 1997 par MacSoft Games. Bien que sortie près d’un an après la version originale, le contenu de celle-ci ne diffère en rien de la version PC. Elle bénéficie cependant des dernières améliorations apportées au moteur graphique lui permettant notamment de faire tourner le jeu avec une définition d'écran de 640x480 pixels alors que la version originale est initialement limitée à 320x240 pixels,.

#### Version Windows
Le 11 mars 1997, id Software publie WinQuake, une version du jeu développée par Michael Abrash pour fonctionner sous Windows. La version originale, programmée pour MS-DOS, est en effet compatible avec Windows 95 mais ne fonctionne pas sous Windows NT qui nécessite un accès direct au matériel. WinQuake permet au contraire d'y accéder via les API Win32 comme DirectSound, DirectInput ou DirectDraw supportées par Windows 95 et Windows NT. Comme GLQuake, WinQuake permet également de faire tourner le jeu avec de meilleures définitions d'écran.

#### Versions consoles
Le jeu est également porté sur les consoles Saturn puis Nintendo 64. La version Saturn, développée par Lobotomy Software, est publiée par Sega le 31 octobre 1997. Celle-ci reprend le mode solo du jeu original et est adaptée pour permettre de jouer avec une manette de jeu. La qualité des graphismes est par contre revue à la baisse pour tenir compte de la puissance limitée de la console et le mode multijoueur est absent de cette version,. La version Nintendo 64, développée par Midway Games, est publiée le 24 mars 1998. Comme la version Saturn, celle-ci reprend à l’identique le mode solo du jeu original, et bien que de légères modifications sont apportées à certains niveaux, aucune nouvelle carte ne fait son apparition. Si les effets sonores sont inchangés, la musique et le rendu en temps réel des lumières disparaissent afin de tenir compte de la puissance moindre de la console. Contrairement à la version Saturn, Quake 64 permet de jouer en duel en écran splitté. Il est par contre impossible de jouer en coopération,.
En 1998, LBE Systems et Laser-Tron publient Quake: Arcade Tournament Edition, une version du jeu sur borne d'arcade,.
Enfin, une version du jeu destinée à la console Zeebo de Tectoy est publiée le 25 mai 2009.

#### Quake Enhanced
Le 19 août 2021, id Software publie Quake Enhanced sur Xbox One, Xbox Series, Nintendo Switch, Playstation 4, Playstation 5 et PC. Cette version est développée par Nightdive Studios et fonctionne sous le moteur Kex Engine, et elle possède des graphismes améliorés, les extensions Scourge of Armagon, Dissolution of Eternity et les deux extensions crées par Machine Games, Dimension of the Past, sorti pour les 20 ans de Quake, et le tout nouveau Dimension of the Machine. Cette nouvelle version possède aussi un système d'extension à télécharger, la première étant Quake 64, ainsi qu'un système de multijoueur local ou en ligne en crossplay.

#### Autres
Le jeu a également été porté sur Amiga par PXL computers en 1998 et sur Acorn 32-bit par R-Comp Interactive en 1999. Une version pour téléphone mobile, développée par id Software, est publiée par Pulse Interactive en octobre 2005. Comme les versions Saturn et Nintendo 64, celle-ci se concentre sur le mode solo du jeu et ne permet pas de jouer en multijoueur. Elle est par contre compatible avec n’importe quel mod.

### Extensions

#### Scourge of Armagon
La première extension du jeu, baptisée Quake Mission Pack 1: Scourge of Armagon et développée par Hypnotic Entertainment, est publiée par Activision le 28 février 1997. Celle-ci introduit quinze nouvelles missions solo, une nouvelle arène pour le multijoueur et de nouveaux éléments de gameplay comme des murs destructibles ou des structures pivotantes. Le joueur y incarne un soldat luttant contre un général de Quake, appelé Armagon, prévoyant d'attaquer la Terre via un portail dimensionnel. De nouvelles créatures apparaissent dans le mode solo comme le Centroids, un scorpion cybernétique armé de fusils à clou, le Gremlins, une créature pouvant dérober les armes du joueur et se multiplier en mangeant des cadavres, ou encore les Spikes Mines, des orbes explosant au contact du joueur. Pour les combattre, le joueur dispose de nouvelles armes incluant un marteau émettant des décharges électriques, un canon laser et un lanceur de mines,.

#### Dissolution of Eternity
Une deuxième extension, intitulée Quake Mission Pack 2: Dissolution of Eternity et développée par Rogue Entertainment, est publiée par Ubisoft le 31 mars 1997. Celle-ci introduit également quinze nouveaux niveaux peuplés par quatre créatures inédites dont des fantômes armés de deux épées, des statues capables de bouger, des supers chevaliers et des esprits flottants dans les airs et tirant des boules de feu. Elle inclut également cinq nouvelles armes inspirées de celles du jeu original, comme le multigrenades et le multiroquette dont les projectiles se séparent en plusieurs morceaux, et deux nouveaux bonus : la ceinture anti-gravité et le bouclier de protection. L'extension ajoute enfin un nouveau mode de jeu multijoueur, une capture du drapeau pouvant se jouer de trois façons différentes, dans lequel les joueurs peuvent utiliser un grappin,.

#### Extensions non officielles
En plus des deux Missions Pack, le jeu a bénéficié de nombreuses extensions commerciales non officielles.
L'extension Malice, développée par Ratloop et publiée par Quantum Axcess en 1996, fonctionne comme un standalone introduisant ses propres créatures, armes et environnements. Le joueur incarne un mercenaire, travaillant pour un syndicat du crime, dont la mission est d'assassiner un rival de son commanditaire. De nouvelles créatures remplacent celles du jeu original, comme les robots ou les terroristes, le joueur disposant pour les affronter d'un arsenal inédit incluant entre autres un uzi, un lance-flammes et un canon électrique. L'extension introduit également des éléments de gameplay. Le joueur dispose en effet de divers gadgets, comme un parachute et un sous-marin, et doit recharger son arme avec une touche spécifique lorsque son chargeur est vide,.
Une autre extension, intitulée Shrak et développée par Quantum Axcess, est publiée le 31 janvier 1997. Celle-ci introduit 19 missions solo, tenant plus du jeu de plates-formes que du jeu de tir, des éléments de gameplay et des niveaux multijoueurs. Des créatures remplacent celles du jeu original, comme une araignée pouvant lancer des grenades ou un œil volant électrifié. Pour les combattre, le joueur dispose d'un nouvel arsenal d'armes incluant notamment un pistolet laser, un pistolet à fléchettes libérant du gaz dans sa cible pour la faire s'envoler et exploser ou un convertisseur permettant de faire changer de camp certains ennemis. L'arsenal du joueur est également enrichi d'une ceinture donnant accès à une torche, à des mines de proximité et à un grappin permettant d'atteindre des endroits inaccessibles,,.
Développée par WizardWorks Software et publiée le 31 janvier 1997, l'extension Q!Zone introduit 35 niveaux, quatre créatures et une arme, le slicer, tirant des shurikens de glace,,. Une autre extension, développée par le studio Zero Gravity Entertainment et baptisée X-Men: The Ravages of Apocalypse, est publiée par WizardWorks en décembre 1997. Contrairement à Q!Zone, celle-ci fonctionne comme un standalone et introduit ses propres créatures, armes et environnements. L'extension se déroule dans un univers inspiré des comics Marvel dans lequel le super-vilain Apocalypse, profitant des ravages causés par Onslaught dans les rangs des X-Men, parvient à capturer et à cloner ces derniers. Le joueur incarne un personnage anonyme chargé par Magnéto de prendre d'assaut la citadelle d'Apocalypse. De nouvelles créatures, inspirées des personnages du comics, remplacent celles du jeu original. Pour les combattre, le joueur dispose d'un arsenal d'armes inédit incluant notamment un gantelet énergétique, un fusil de chasse, un canon à plasma et un lance-flammes.
D'autres extensions, comme Dark hour ou Aftershock, sont de simples compilations incluant uniquement de nouvelles cartes solo ou multijoueurs,,.

### Modifications
Peu après la sortie de la version complète de Quake le 22 juillet 1996, id Software met à la disposition des joueurs le compilateur du langage de programmation du jeu, le QuakeC, un langage similaire au C utilisé par les développeurs pour définir les différents paramètres de Quake grâce à la programmation orientée objet du moteur du jeu. La possibilité ainsi offerte de modifier la quasi-totalité des mécanismes de jeu, comme la physique des armes, les règles d'une partie ou l'intelligence artificielle, transforme Quake en une sorte de plate-forme de développement permettant la création de nombreux mods pouvant être appliqués à une partie solo ou multijoueur. Certains, très simples, permettent par exemple de zoomer, de modifier l'apparence des personnages ou de contrôler certaines créatures du jeu. D'autres, comme Rocket Arena, Capture the Flag, Slide ou encore Team Fortress, modifient le jeu en profondeur et introduisent des nouveaux modes de jeux permettant par exemple de s'affronter par équipe en multijoueur,,.

## Réception critique
| Quake                  |      |       |
| Média                  | Nat. | Note  |
| Sur PC (1996)          |      |       |
| Coming Soon            | US   | 68 %  |
| Computer Gaming World  | US   | 5/5   |
| Entertainment Weekly   | US   | B+    |
| Game Revolution        | US   | A-    |
| GameSpot               | US   | 93 %  |
| Gen4                   | FR   | 5/5   |
| Jeuxvideo.com          | FR   | 18/20 |
| Joystick               | FR   | 90 %  |
| PC Team                | FR   | 87 %  |
| Sur Saturn (1997)      |      |       |
| AllGame                | US   | 3.5/5 |
| GameSpot               | US   | 64 %  |
| Sur Amiga (1998)       |      |       |
| Amiga Format           | FR   | 94 %  |
| CU Amiga               | FR   | 95 %  |
| Sur Nintendo 64 (1998) |      |       |
| Consoles +             | FR   | 88 %  |
| GameSpot               | US   | 69 %  |
| IGN                    | US   | 80 %  |
| Joypad                 | FR   | 70 %  |

### Quake

#### Critiques
Bénéficiant du succès de ses prédécesseurs Doom et Doom II, la version PC de Quake connaît dès sa sortie un important succès critique et commercial. Le site GameSpot le qualifie par exemple de « chef-d'œuvre » et les sites GameRankings et Metacritic lui attribuent des scores de plus de 90 %,,. À sa sortie, le jeu reçoit d’abord des éloges pour son moteur graphique permettant d’afficher la totalité des éléments du jeu en trois dimensions ; la qualité et le réalisme des animations en temps réel est également mis en avant. Le résultat est décrit comme étant « incroyable », les critiques notant que cette évolution introduit une dimension inédite dans un jeu de tir à la première personne permettant d’améliorer considérablement le gameplay,. D'après les critiques, la qualité des effets sonores et des musiques n’a rien à envier à la qualité des graphismes et contribuent à renforcer l’ambiance sombre et sinistre du jeu. La bande originale, composée par Trent Reznor, est souvent mise en avant par les testeurs qui n’hésitent pas à la décrire comme une des meilleures jamais composées pour un jeu vidéo sur ordinateur,,. Si la plupart des critiques décrivent le principe du jeu comme étant similaire à celui de ses prédécesseurs, les testeurs s’accordent pour dire que les innovations apportées par le moteur graphique développé par id Software apportent une profondeur inédite au système de jeu. Le test de GameSpot note ainsi que l’environnement en « vrai trois dimensions » permet au joueur d’attaquer, ou d’être attaqué, dans n’importe quelle direction, ce qui l'oblige à adopter de nouvelles stratégies. D'après les critiques, le moteur 3D permet également aux développeurs de créer des niveaux plus complexes et plus intéressants que dans n’importe quel autre jeu de tir à la première personne,. Outre l’aspect graphique, le mode multijoueur est décrit comme le point fort du jeu. Le site Game Revolution considère ainsi que Quake surpasse la concurrence en ce qui concerne le jeu en réseau et note que celui-ci fonctionne très bien même sur Internet. Certaines critiques saluent également la qualité des cartes dédiées au mode multijoueur en précisant que celles-ci ont été construites pour récompenser l’habileté des joueurs plutôt que la chance,.

#### Ventes
À sa sortie en juin 1996, 500 000 exemplaires du jeu sont mis en vente. Le jeu connaît rapidement un important succès commercial lui permettant de générer plus de dix-neuf millions de $US de recettes dans les 18 mois après sa publication. D'après Todd Hollenshead et à la date du 15 octobre 1999, le jeu s'est écoulé à un million d'exemplaires, sans compter les ventes pour consoles et les accords avec les fabricants de matériel informatique. Au total, le jeu se serait écoulé à plus de 1,8 million d'exemplaires.

#### Récompenses
En 1996, le jeu est lauréat d'argent aux Players d'Or du magazine Player One dans la catégorie « meilleur jeu d'action ». Il est également désigné comme le « meilleur jeu multijoueur de l'année » par le magazine Power Play. L'année suivante, il est lauréat aux Game of the Year Awards du magazine Computer Gaming World dans les catégories « meilleur jeu d'action » et « réalisation technique »,.
Rétrospectivement, la presse spécialisée le considère comme l'un des meilleurs jeux de tir à la première personne. Dès 1996, le magazine Computer Gaming World le classe ainsi à la 48e position de son classement des « meilleurs jeux vidéo de tous les temps ». En 1997, il prend la deuxième place dans le classement des cent meilleurs jeux publiés par le magazine PC Jeux,. Plus récemment, en 2006, le site Gamasutra classe Quake en deuxième position derrière Half-Life dans sa liste des jeux de tir à la première personne ayant le plus fait avancer le genre. Enfin, le site IGN le classe en 50e position parmi les cent meilleurs jeux de tir à la première personne de l'histoire du jeu vidéo,.

### Extensions

#### Scourge of Armagon
| Scourge of Armagon    |      |       |
| Média                 | Nat. | Note  |
| Amiga Format          | UK   | 75 %  |
| Computer Gaming World | US   | 4.5/5 |
| GameSpot              | US   | 86 %  |
| Gen4                  | FR   | 3/5   |
| Joystick              | FR   | 74 %  |

Comme Quake, l'extension Scourge of Armagon est bien accueillie par la presse spécialisée qui juge qu'elle est d'une qualité comparable à celle du jeu original et qu'il s'agit plus d'une suite que d'une simple compilation de niveaux,. Techniquement, les critiques regrettent le manque d'innovations, notamment au niveau des graphismes, mais notent que la nouvelle bande originale est « cool » et que l'intelligence artificielle des créatures s'est nettement améliorée par rapport au jeu original, celles-ci pouvant ainsi éviter les attaques et sauter d'une plate-forme à une autre,. Malgré l'absence de décors inédits, l'architecture des niveaux est unanimement saluée par les journalistes. Ces derniers la jugent de très grande qualité et la décrivent comme « saisissante »,. Ils notent que le parcours du joueur mélange adroitement des passages aériens et aquatiques et qu'il est semé de pièges pouvant se révéler redoutables, certaines critiques regrettant néanmoins que certains passages soient trop difficiles et puissent ainsi devenir frustrant pour les joueurs peu expérimentés,. Les critiques soulignent l'inventivité des nouvelles armes, créatures et bonus, certains journalistes regrettant néanmoins qu'il n'y ait pas plus de nouveaux ennemis,. L'aspect multijoueur de l'extension est également salué par la presse spécialisée qui juge les nouveaux niveaux parfaitement adaptés au mode match à mort et qui note que les nouvelles armes apportent réellement quelque chose au jeu à plusieurs,. Globalement, Scourge of Armagon est donc décrit comme une extension de qualité fortement recommandée pour tous les fans du jeu original. Les journalistes désapprouvent cependant sa difficulté et son prix un peu trop élevé,.
En 1998, le magazine Computer Gaming World lui décerne le titre de lauréat dans la catégorie « extension de l'année ».

#### Dissolution of Eternity
| Dissolution of Eternity |      |       |
| Média                   | Nat. | Notes |
| Amiga Format            | UK   | 84 %  |
| Computer Gaming World   | US   | 4.5/5 |
| GameSpot                | US   | 77 %  |
| Gen4                    | FR   | 4/5   |
| Joystick                | FR   | 76 %  |

Comme le premier Mission Pack, l'extension Dissolution of Eternity est bien accueillie par la presse spécialisée qui la juge encore meilleure que Scourge of Armagon. Techniquement, celle-ci est jugée très impressionnante. Les critiques mettent ainsi en avant les améliorations apportées au moteur du jeu, qui supporte l'OpenGL, et ses graphismes qui atteignent un niveau de détail supérieur au jeu original,. Ses décors, inspirés de civilisations disparues, sont décrits comme étant de « toute beauté » et sa bande originale est également jugée très réussie. L'architecture des nouveaux niveaux est jugée remarquable, la complexité et la taille imposante de ces derniers étant décrites comme le point fort de l'extension,. Certaines critiques notent cependant que naviguer dans de tels niveaux peut se révéler frustrant. La presse vidéoludique met en avant la plus grande variété de nouvelles créatures que dans la première extension. Celles-ci sont jugées formidables même si certaines critiques notent que certaines d'entre elles n'apportent pas grand-chose à l'ambiance du jeu,. En matière d'arsenal, les critiques sont plus partagées. Certaines considèrent en effet qu'elles ne sont que des resucées d'armes du jeu original, d'autres jugeant au contraire qu'elles sont très amusantes à utiliser,. L'aspect multijoueur est également bien accueilli par la presse spécialisée qui salue l'introduction d'un mode de jeu, Capture the Flag, pouvant se jouer de trois manières différentes et dans lequel les joueurs disposent d'un grappin, qui renouvelle l'intérêt du jeu à plusieurs,. Comme la première extension, Dissolution of Eternity est recommandée par les critiques à tous les fans du jeu original malgré une difficulté jugée particulièrement élevée,.

## Influence et suites

### Influence
Quake est considéré comme un des jeux vidéo les plus influents. Ainsi, le site GameSpot juge que si Wolfenstein 3D et Doom sont des jeux révolutionnaires ayant défini le genre, l’influence de Quake, qui représente le sommet de la technologie développée par id Software, a été encore plus importante. Celui-ci définit en effet de nouveaux standards en matière de gameplay, de technologie, de modèle économique, de personnalisation et de communauté et parvient ainsi à attirer encore plus de fans que les précédents titres d’id Software,.

#### Impact sur le genre
Alors que des jeux comme Hexen ou Duke Nukem 3D se contentent à l’époque d’appliquer le concept de Doom, Quake révolutionne le genre en introduisant un monde entièrement en trois dimensions. En effet, dans Doom, la troisième dimension (correspondant à la verticale) est rendue de manière détournée, le joueur ne pouvant donc pas viser vers le haut ou vers le bas, et les personnages sont représentés par des sprites en 2D. Quake introduit au contraire un monde en trois dimensions dans lequel des modèles 3D remplacent les sprites pour les personnages et disposent d’un moteur physique. Cette innovation permet d’enrichir considérablement le gameplay en permettant au joueur de développer de nouvelles techniques et stratégies qui se retrouvent depuis dans la plupart des jeux de tir à la première personne.

#### Impact technologique
En plus de son moteur 3D révolutionnaire pour l’époque, Quake introduit un certain nombre d’innovations techniques ayant permis des améliorations significatives aussi bien au niveau des graphismes que du jeu en réseau. Ainsi, avec VQuake puis QuakeGL, il devient le premier jeu à profiter de l’accélération 3D des cartes graphiques, permettant ainsi une amélioration significative des graphismes et des performances du jeu. De nouveaux effets graphiques apparaissent également dans le jeu, comme la gestion des ombres, des reflets et de la transparence de l'eau. Son code réseau introduit de nombreuses avancées techniques, comme le protocole TCP/IP et l’environnement client-serveur, qui améliorent la performance et simplifient le jeu en multijoueur. Avec QuakeWorld, il introduit une nouvelle méthode logicielle, baptisée « prédiction côté client », réduisant fortement la latence lors des parties sur Internet,.

#### Modèle économique

Arborescence des moteurs dérivés de l'Id Tech 2 et de jeux l'utilisant.

En plus de s’imposer comme une référence du genre, Quake permet la création d'une génération de jeux, comme Hexen II ou Half-Life, utilisant le moteur du jeu, l’id Tech 2, programmé par id Software. En effet, alors qu’à l’époque, la plupart des développeurs n’utilisent leurs moteurs graphiques que pour leurs jeux, id Software choisit de mettre l’id Tech 2 sous licence, permettant ainsi à d’autres développeurs de l’utiliser en échange d’une importante somme d’argent. Ce système, aujourd’hui commun dans l’industrie du jeu vidéo, se révèle rapidement payant aussi bien sur le plan financier qu’en matière de crédibilité auprès des joueurs. L’id Tech 2 ouvre ainsi la voie à toute une série de moteurs de jeu développée par id Software, comme l’id Tech 3 et l’id Tech 4, mais aussi à des moteurs de jeu développés par des concurrents comme l’Unreal Engine,,. La méthode utilisée par id Software pour commercialiser Quake se révèle également très influente en permettant l’émergence d’un modèle économique fondé sur le shareware dans lequel une partie du jeu est distribuée gratuitement, les joueurs devant ensuite payer pour le reste du jeu. Avec Quake, id Software cultive également l'aspect open source du jeu PC en mettant gratuitement à disposition du public le code de ses anciens moteurs. Les codes source de Quake et de QuakeWorld sont ainsi mis sous licence publique générale GNU en 1999, id conservant cependant les droits sur le contenu du jeu.

#### Communauté
La performance du code réseau de Quake et la simplicité du jeu en réseau contribuent à l’émergence de LAN, comme la QuakeCon, lors desquels de nombreux joueurs s’affrontent,. Ces LAN et la mise à disposition par id Software d’outils de développement permettant de modifier la quasi-totalité du jeu fédèrent une communauté de joueurs autour de Quake. Cette communauté contribue notamment à la création de nombreuses modifications, comme Rocket Arena, Capture the Flag ou Team Fortress, qui transforment le jeu en profondeur et offrent un gameplay totalement différent du jeu original. Ces modifications deviennent particulièrement populaires et contribuent en partie au succès commercial du jeu, poussant d’autres studios à offrir des outils similaires aux joueurs afin d'accroître les ventes et la longévité de leurs jeux,. Le moteur du jeu a également été utilisé pour des machinimas, notamment Diary of a Camper, l'un des premiers exemples du genre,,.

### Suites
Après la sortie de Quake, John Carmack améliore peu à peu l’id Tech 2, tout en développant une suite, baptisée Quake II, qui est publiée le 30 novembre 1997. Il développe ensuite le moteur de jeu id Tech 3, qu'id Software utilise pour le développement de Quake III Arena qui sort le 2 décembre 1999. Contrairement à ses prédécesseurs, celui-ci se focalise sur le multijoueur, son mode solo se résumant à des affrontements contre des bots,. Suit id Tech 4, moteur de jeu utilisé dans Doom 3 qui sort en 2004. Raven Software s'en sert pour développer Quake 4, qui sort fin 2005, tout comme Splash Damage pour Enemy Territory: Quake Wars qui sort en 2007,.